# Cincinnati Mighty Ducks
Cincinnati Mighty Ducks – amerykański klub hokejowy z siedzibą w Cincinnati działający w latach 1997–2005. Klub występował w AHL.
Wcześniej jego poprzednik działał jako Baltimore Bandits w latach 1995–1997. W 2007 klub przeniesiono do Rockford i zmianiono nazwę na Rockford IceHogs.
W czasie istnienia drużyna podlega zespołom Detroit Red Wings i Anaheim Ducks.
Trenerem drużyny był Mike Babcock.